# Крістін Чаббак
Крістін Чаббак (англ. Christine Chubbuck; 24 серпня 1944, Гадсон, штат Огайо, США — 15 липня 1974, Сарасота, штат Флорида) — американська телеведуча, яка скоїла самогубство на живо під час телевізійної трансляції.

## Життєпис
Крістін Чаббак народилася в місті Хадсон, штат Огайо.
Навчалася в школі для дівчаток в Шейкер Хайтс, передмісті Клівленда. Навчалася в Університеті Маямі в Оксфорді, штат Огайо, протягом одного року за спеціальністю театрального мистецтва, потім перевелася в Ендікотт-коледж (Беверлі, штат Массачусетс), потім в Бостонський університет, який і закінчила в 1965 році зі ступенем в галузі телерадіомовлення.
Журналістка Крістін Чаббак прийшла на роботу на канал WXLT-TV, філія телевізійної компанії Ей-бі-сі у Флориді. Її обов'язок полягав у підготовці кримінальної хроніки: репортажів про бійки, пограбування, зґвалтування, вуличні перестрілки. Керівництво телеканалу постійно вимагало від репортерів більше кривавих і шокуючих репортажів, мотивуючи це тим, що глядачі в душі садисти і вбивці.

## Самогубство
15 липня 1974 року Крістін Чаббак вела власне ток-шоу на каналі WXLT-TV. На восьмій хвилині в ефірі трапилася накладка - анонсований сюжет про стрілянину в ресторані не могли показати з технічних причин. Дізнавшись про це, Крістін Чаббак вимовила:

«Підтримуючи проведену "Каналом 40" політику, що має за мету демонстрацію найбільш свіжої крові і кишок у прямому ефірі в повному кольорі, ви станете першими телеглядачами, яким буде продемонстрована спроба суїциду в прямому ефірі». Оригінальний текст (англ.)
In keeping with Channel 40’s policy of bringing you the latest in blood and guts, and in living color, you are going to see another first: an attempted suicide.

Сказавши це, Чаббак дістала револьвер, приставила його до голови за правим вухом і натиснула на спусковий гачок. Через кілька секунд журналістка вдарилася головою об стіл з сильним гучним звуком. Те, що сталося було так несподівано, що в перший момент операторка Джин Рід прийняла все це за жарт, і тільки побачивши тремтяче в агонії тіло, зрозуміла, що Чаббак дійсно застрелилася.
Чаббак була екстрено госпіталізована в меморіальний госпіталь Сарасоти. Через 14 годин померла.
Після події режисер програми Майк Сіммонс подивився в складений Чаббак сценарій телепередачі, який був у неї в руках. У сценарії були прописані чотири новини, остання фраза і самогубство. Більш того, згідно зі сценарієм після самогубства програма повинна була тривати, а роль телеведучого повинен був взяти на себе технічний директор.

## Реакція
Є думка, що сценарист Педді Чаєфскі поклав історію самогубства Крістін Чаббак в основу сценарію фільму «Телемережа».
У 2016 році вийшов фільм Антоніо Кампоси «Крістін», що розповідає про останні тижні життя Крістін Чаббак і її самогубство. Головну роль зіграла Ребекка Голл.

## Примітка
1. 1 2  Person Profile // Internet Movie Database — 1990.
2. ↑  Matthew C. Ehrlich, Journalism in the Movies, p.122. ISBN 0-252-02934-8(англ.)